# Spurius conradi
Spurius conradi is een keversoort uit de familie Passalidae. De wetenschappelijke naam van de soort is voor het eerst geldig gepubliceerd in 1902 door Rosmini.